# Klatvask - iagttagelse fra en bil med radio
Klatvask er en kortfilm instrueret af Henrik Ruben Genz.